# 1981年大英國協政府首腦會議
1981年大英國協政府首腦會議（英語：1981 Commonwealth Heads of Government Meeting）是第六次大英國協政府首腦會議，會議於1981年9月30日至10月7日在澳大利亚維多利亞州墨爾本舉行，由澳大利亞總理麥爾坎·福瑞澤主持。
會議商定了《墨爾本宣言》，該宣言“澄清並擴展了大英國協對公平的國際经济和金融體系的承諾，以及對陷入困境之貧窮國家的支持”。